# Austria Juice

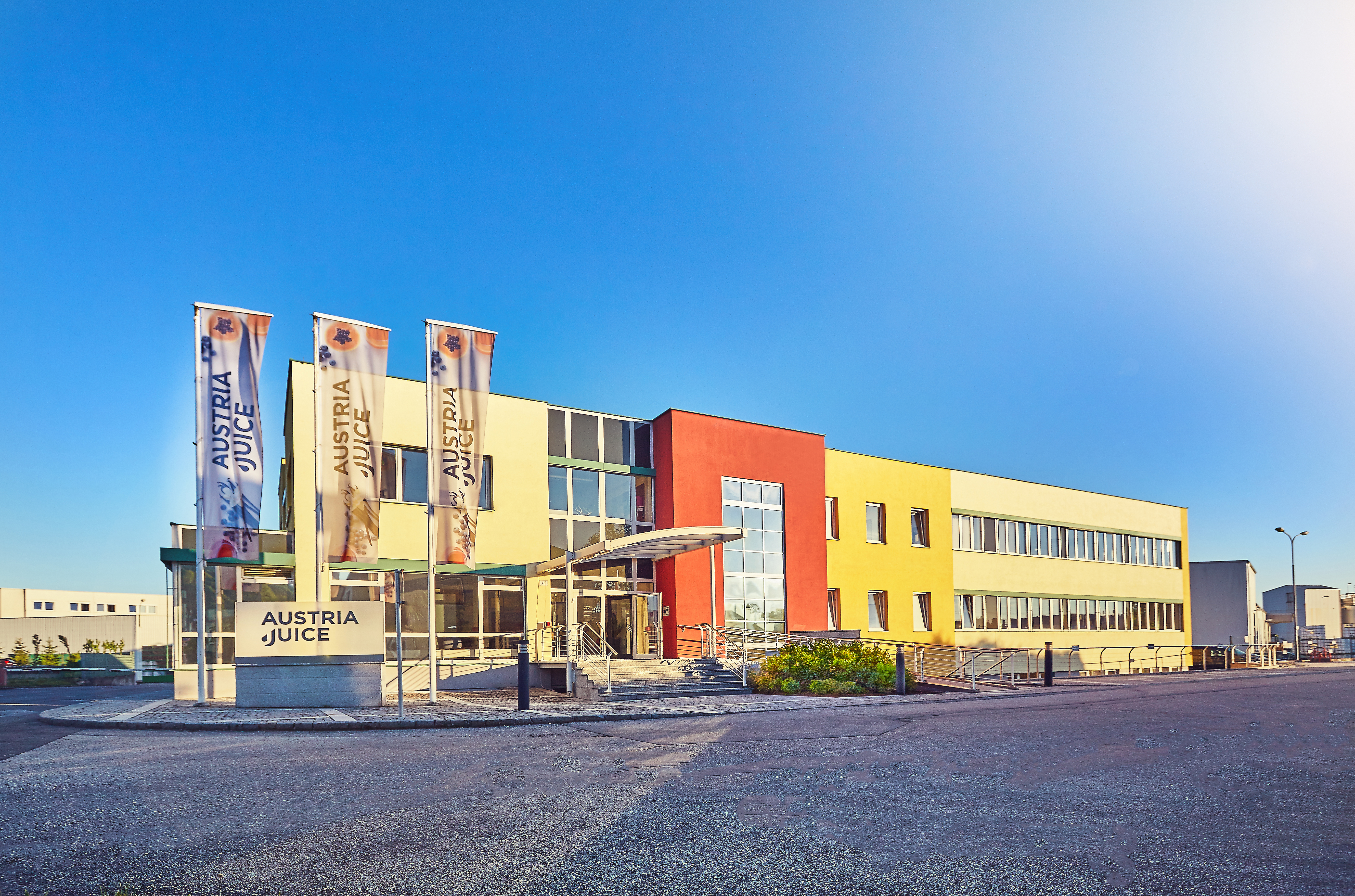
Konzernzentrale

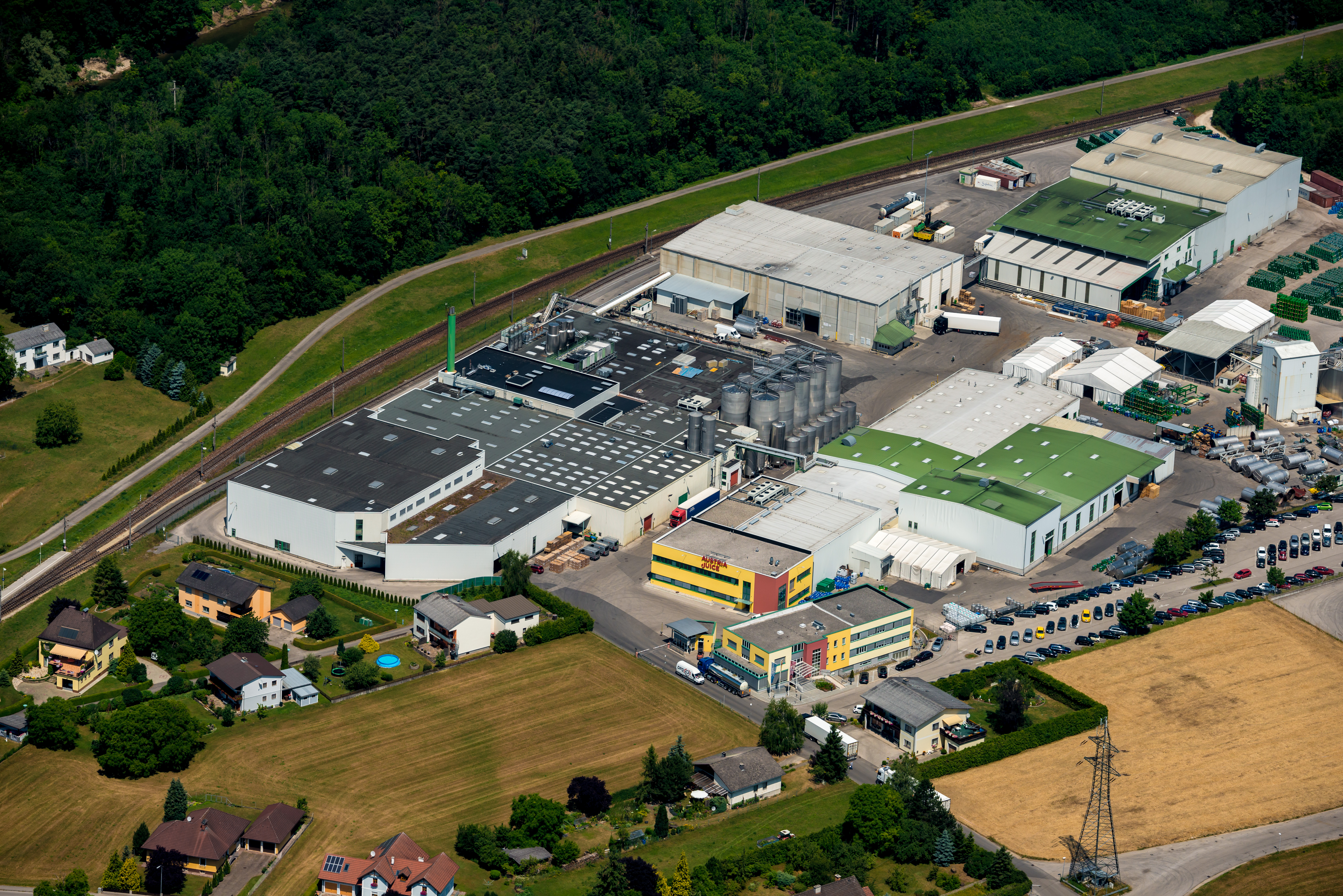
Luftansicht des Firmengeländes in Allhartsberg

Austria Juice ist eine vollständige Tochtergesellschaft der Agrana Beteiligungs-AG (AGRANA). Bis Juni 2025 war Raiffeisen Ware Austria AG (RWA) zu 50 % beteiligt. Produziert werden Fruchtsaftkonzentrate, Getränkegrundstoffe und Aromen sowie Fruchtwein und Direktsäfte für die weiterverarbeitende Getränke- und Lebensmittelindustrie. Das Unternehmen mit Hauptsitz in Kröllendorf, Niederösterreich verfügt über 15 Produktionsstandorte in Österreich, Deutschland, Polen, Rumänien, der Ukraine und China.

## Geschichte
Seit 1936 hat das Unternehmen seinen Sitz in Kröllendorf, Allhartsberg. Seit 1982 werden am Standort in Bingen am Rhein (Deutschland) klassische Beerenweine, Apfel-, Birnen- und Fruchtweine nach individuellen Kundenanforderungen hergestellt. Am 1. Juni 2012 fusionierten Ybbstaler und die Agrana Juice Holding – zwei Unternehmen auf dem Gebiet der Fruchtverarbeitung und der Getränkegrundstofftechnologie – zu Austria Juice.

## Standorte
- Kröllendorf (Österreich)
- Wien (Österreich)
- Gora Kalwaria (Polen)
- Białobrzegi (Polen)
- Lipnik (Polen)
- Vinnitsa (Ukraine)
- Vaslui (Rumänien)
- Érsekhalma (Ungarn)
- Vásárosnamény (Ungarn)
- Anarcs (Ungarn)
- Nagykálló (Ungarn)
- Chelm (Polen)
- Biała Rawska (Polen)
- Bingen (Deutschland)
- Xianyang (China)

## Produkte
- Fruchtsaftkonzentrate
- Getränkegrundstoffe
- Fruchtweine
- Direktsäfte
- Aromen
- Fruchtsüßen

## Produktapplikationen

### Alkoholfreie Getränke
- Fruchtsäfte, Fruchtsaftgetränke und Nektare
- Near-Water-Getränke
- Energy- und Sportgetränke
- Sirupe
- Funktionelle Getränke
- Teegetränke
- Schorlen

### Alkoholische Getränke
- Bier Mix Drinks
- Wein-Mix und Cider Applikationen
- Spirituosen
- Hard Seltzer/Hard Tea